# ICI

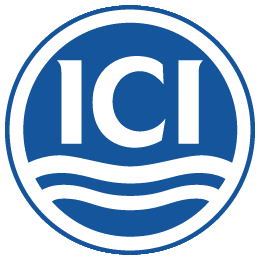
Logo

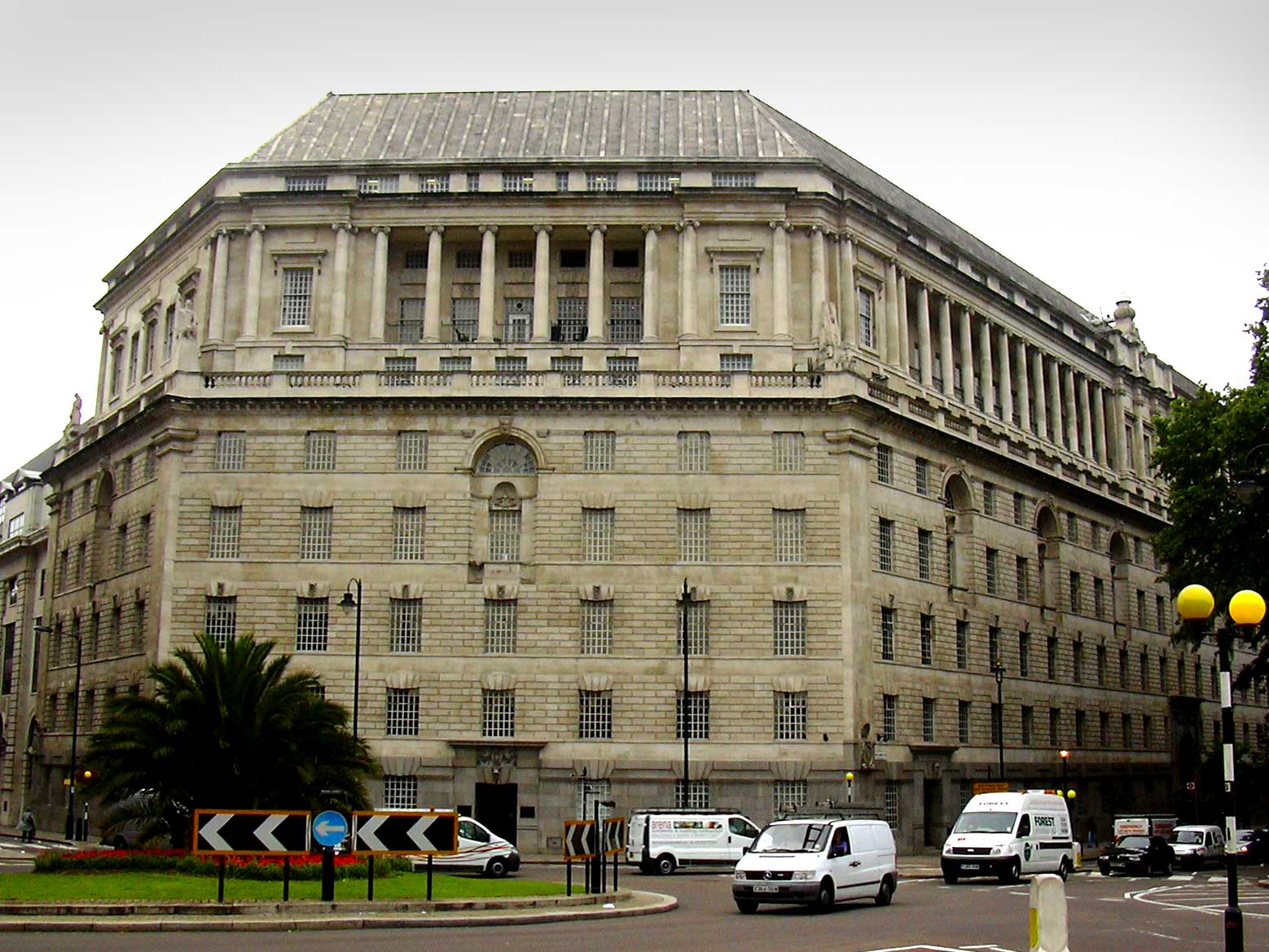
Het voormalige hoofdkantoor van ICI in Londen

Imperial Chemical Industries (ICI) is een van oorsprong Brits bedrijf en was een van de grootste chemische concerns ter wereld. Het heeft bestaan van 1926 tot 2007, toen het werd overgenomen door AkzoNobel.

## Oprichting
In 1926 werd op een schip, de RMS Aquitania, een overeenkomst gesloten tussen vier Britse chemieconcerns, en wel:
- Brunner, Mond & Co, een producent van alkali,
- De Britse tak van Nobel Industries,
- United Alkali Company en
- British Dyestuffs Corporation

De overeenkomst was een reactie op de opkomende Duitse en Amerikaanse chemische industrie. Op 7 december 1926 vond de formele oprichting plaats. Met 33.000 medewerkers produceerde ICI alkali, metalen, explosieven, textielverven en bulkchemicaliën. In 1927 was de omzet zo'n £ 27 miljoen en de winst £ 4,5 miljoen. Als hoofdkantoor werd het Imperial Chemical House gebouwd aan de Millbank te Londen, in art-decostijl. Ondanks de moderne aanpak veroorzaakte de economische crisis bijna een faillissement in 1929. Met name de kunstmestindustrie, een van de belangrijkste pijlers van het bedrijf, kampte met overproductie.

## Activiteiten

### Plastic
In de daaropvolgende jaren ontwikkelde zich de kunststofproductie. Het woord: plastic is zelfs door ICI bedacht in 1927. In 1933 werd, door toeval, de vorming van polyetheen ontdekt door Reginald Gibson en Eric Fawcett als bijproduct van fundamenteel onderzoek naar processen onder zeer hoge druk. Omdat ICI niet verder werkte aan commercialisering van dit product, onthulde Fawcett in 1935 zijn bevindingen voor de Faraday Society. Het was een gelukkig toeval dat de aanwezige Duitse chemici hier niet te veel aandacht aan hebben geschonken. Voortgezet onderzoek op het gebied van polymerisatie leverde patenten en een commercieel aantrekkelijk productieproces voor polyetheen op. De eerste toepassing was voor radarkabels, omdat polyetheen voor betere isolatie dan het tot dan toe gebruikte guttapercha zorgde. Het plastic werd nog vervaardigd op basis van alcohol die uit melasse was verkregen. In de Verenigde Staten ontwikkelde zich deze industrie echter op basis van aardolie.
In 1932 werd het Perspex uitgevonden door ICI-medewerker John Crawford. Een voor de hand liggende toepassing was de cockpitramen van militaire vliegtuigen, voor het eerst bij de Spitfire toegepast.
Na de Tweede Wereldoorlog nam het huishoudelijk gebruik van chemische producten, met name in wasmiddelen en plastics, enorm toe en ICI leverde de basismaterialen hiervoor. De opkomst van de supermarkt was mede mogelijk door het gebruik van polyetheenfolie als verpakkingsmiddel. Voorts kreeg men de beschikking over de technologie voor polyurethaan, dat door Otto Bayer in Duitsland was uitgevonden en geproduceerd door IG Farben. Het werd als isolatieschuim gebruikt in V2-raketten en militaire voertuigen. De ICI-chemicus Reg Hurd ontwikkelde hieruit het MDI-schuim, dat ruime toepassing vond in huishoudelijke koelkasten. Ook nieuwe kleur- en verfstoffen werden ontwikkeld.

### Kunstvezels
In 1939 verkreeg ICI een licentie om nylonvezel te produceren, uitgevonden door DuPont. Samen met Courtaulds werd in 1940 het bedrijf British Nylon Spinners opgericht. In 1941 werd het eerste polyester ontwikkeld onder de merknaam Terylene, en dit leidde in 1956 tot de oprichting van een kunstvezeldivisie, die in 1966 samen ging met British Nylon Spinners tot ICI Fibres Ltd.

### Kernsplitsing
ICI heeft bijgedragen aan de ontwikkeling van de atoombom door op industriële schaal uranium te produceren, maar hieraan kwam in 1945 een einde, toen het onderzoek door de UK Atomic Energy Authority werd overgenomen. ICI leverde enkele bestuurders aan dit orgaan.

### Farmacie
Deze activiteit begon in 1936, toen de dyestuffs groep onderzoek opstartte naar synthetische organische farmaceutica. De oorlogsdreiging leidde tot het kraken van Duitse patenten. In 1939 startte aldus de productie van mecaprine, een synthetische vervanger van kinine. Verdere medicijnen, zoals Paludrine, volgden. Daarnaast werd in 1953 een anesthesiemiddel op basis van halothaan, onder de merknaam Fluothane. In 1957 werden de farmaceutische activiteiten samengebracht in een nieuwe divisie te Alderly Park in Cheshire. Onderzoek van de latere Nobelprijswinnaar James Black leidde tot de ontwikkeling van bètablokkers, met in 1962 een prototype en in 1965 een marktintroductie onder de merknaam Inderal.

### Bestrijdingsmiddelen
In 1927 werd een kenniscentrum voor de agrarische sector opgericht, aanvankelijk voor onderzoek naar de toepassing van kunstmest, maar evenzeer bestrijdingsmiddelen als Gammexane (hexachloorcyclohexaan), een insectenbestrijdingsmiddel, en Methoxone, een hormonale onkruidverdelger. Gammexane werd uiteindelijk vervangen door DDT, geproduceerd door Geigy.

### Synthetische eiwitten
ICI wilde in de jaren 60 van de 20e eeuw een synthetisch eiwit ontwikkelen voor gebruik in veevoeder. Dit bleek erg moeilijk, waarop men het probeerde op basis van vergisting van methaan, hoofdbestanddeel van aardgas. Uiteindelijk vond men een bacterie die op methanol wilde groeien. In 1971 was er een proeffabriek, en men produceerde Pruteen, bedoeld als vervanger van soja. Toen echter ten gevolge van de oliecrisis van 1973 de aardolieprijzen stegen - en de sojaprijzen daalden - werd het project twijfelachtig. Niettemin werd in 1976 een fabriek gestart voor 50.000 ton/jaar. Deze heeft nooit zijn capaciteit volledig benut. Het onderzoek bracht wel biotechnologische kennis in het bedrijf.

### Recentere ontwikkelingen
In het begin van de jaren 80 van de 20e eeuw was, mede ten gevolge van de recessie, het bedrijf verliesgevend, maar in 1984 werd weer winst gemaakt. In dat jaar werd het zelfs het eerste Britse bedrijf dat een winst van meer dan £ 1 miljard behaalde. In 1986 werd de Amerikaanse verfproducent Glidden overgenomen en in 1985 de chemische activiteiten van Beatrice en Garst seed. In 1987 werd Stauffer Chemicals overgenomen. Dit waren alle Amerikaanse bedrijven.
In 1990 was ICI het grootste Britse industriële bedrijf en behoorde tot de top zes van de grootste chemieconcerns ter wereld. Het bedrijf realiseerde een jaaromzet van £ 13 miljard en behaalde daarmee een winst vóór belastingen van £ 977 miljoen. Bij ICI werkten 54.000 mensen in 50 verschillende locaties in Groot-Brittannië en nog eens 133.800 in de rest van de wereld.
Na een forse winst in 1991 werd in 1992 een fors verlies vóór belastingen geleden van £ 384 miljoen. Vooral een voorziening van £ 949 miljoen drukte zwaar op de resultaten. ICI had het plan 9000 personeelsleden, van de in totaal 114.500, te ontslaan en verder zijn er kosten voor de verzelfstandiging van de farmaceutische en agrochemische activiteiten. In mei 1993 werd deze afsplitsing afgerond met de nieuwe bedrijfsnaam Zeneca. Zeneca fuseerde in 1999 met het Zweedse Astra tot AstraZeneca, waarna de agrochemische tak in 2000 samen met die van het Zwitserse Novartis opging in Syngenta.
Brunner Mond werd in 1991 weer zelfstandig en ging later tot Tata Industries behoren.
In 1997 nam ICI National Starch & Chemical, bestaande uit Quest International, Unichema, en Crosfield, over van Unilever voor US$ 8 miljard. De Unilever activiteiten behaalden een jaaromzet van US$ 4,8 miljard en was actief 35 landen en telde ruim 15.000 medewerkers. Voor ICI was de overname belangrijk om de scherpe schommelingen in de resultaten van de bulkchemicaliën te verminderen.
Tal van andere bedrijven werden afgestoten en kwamen terecht bij, bijvoorbeeld Dow Chemicals, INEOS, Sabic, Huntsman of gingen als zelfstandige onderneming verder. In 2001 waren verfproducten en fijnchemicaliën de belangrijkste producten. ICI produceerde smaakstoffen, bindmiddelen voor de voedingsmiddelenindustrie, geurstoffen, oppervlakteactieve stoffen (surfactants), polymeren, adhesieven en vele verfproducten. Het bedrijf telde toen wereldwijd 38.600 medewerkers. In 2006 werden de geurstoffen afgestoten en ook de surfactants, waarna de verfproducten 50% van de omzet uitmaakten.

## Bod van AkzoNobel
In augustus 2007 bracht AkzoNobel een bod uit op ICI, waarbij ook de Duitse groep Henkel een rol speelde. AkzoNobel bood 670 pence per aandeel in contanten, of bijna £ 8 miljard pond (zo'n 11,8 miljard euro) in totaal. Op 2 januari 2008 werd de overname officieel bekrachtigd. AkzoNobel was vooral in de verfdivisie geïnteresseerd en de bedrijfsonderdelen kleefstoffen en elektronische materialen werden doorverkocht aan Henkel voor 4 miljard euro. De resterende activiteiten werden door AkzoNobel geïntegreerd, waardoor de naam ICI definitief tot de geschiedenis behoorde.

## Externe bronnen
- (en)  Reader, W. J. Imperial Chemical Industries: A History, vol. I: The Forerunners, 1870–1926, Oxford University Press (1970) ISBN 9780192159373
- (en)  Reader, W. J. Imperial Chemical Industries: A History, vol. 2: The First Quarter-Century, 1926-1952, Oxford University Press (1975) ISBN 9780192159441
- Tomorrow's answers today, de geschiedenis van AkzoNobel sinds 1646. Amsterdam: AkzoNobel (2008) ISBN 9789057306228
- (en)  Funding Universe Imperial Chemical Industries PLC History